# Ornithofobie
Ornithofobie, vogelfobie of vogelangst is een overmatige angst voor vogels.

## Diagnose

### Classificatie
Volgens de Diagnostic and Statistical Manual of Mental Disorders is ornithofobie een specifieke fobie. In voorbereiding op de DSM-5 werd door Bracha de vorming van een nieuwe klasse van overgeconsilideerde aandoeningen voorgesteld waar vogelangst onder zou vallen, verwant aan posttraumatische stressstoornis.

### Symptomen
Een confrontatie met een vogel kan leiden tot diverse verschijnselen, zoals: duizeligheid, overmatig zweten, kortademigheid, misselijkheid, trillen, onregelmatige hartslag en een droge mond tot een volledige paniekaanval. Ook het horen van vogelgeluiden of afbeeldingen van vogels kunnen deze symptomen opwekken.
Angst om daadwerkelijk door vogels te worden aangevallen, zoals in de film The Birds van Alfred Hitchcock, komt weinig voor.
Zonder behandeling kan vogelangst leiden tot angst om het huis te verlaten.

## Prevalentie
Er is nog zeer weinig gericht onderzoek gebeurd naar het voorkomen en de achtergronden van ornithofobie. De meeste onderzoeken beschouwen dierfobieën als een geheel, zonder te specifiëren naar angst voor bepaalde soorten. Dierfobieën komen samen bij 4,7% à 8% van de bevolking voor. Het grootste deel hiervan betreft fobieën voor spinnen, slangen en muizen. Fobieën voor honden, katten en vogels komen minder voor: bij 1,42% van de vrouwen en 0,33% van de mannen. Hoeveel van deze fobieën specifiek vogels betreft, blijft onduidelijk, maar ligt zeker lager dan deze totalen. Van alle personen met een dierenfobie zijn 70 à 80% vrouwen. Fobieën komen het meest voor bij kinderen. Dierenfobieën in het algemeen ontstaan grotendeels rond de leeftijd van 4 à 5 jaar (mediaan). Meer dan 95% ontstaat voor de leeftijd van 18 jaar. Bij ouderen komen fobieën over het algemeen minder voor: 3,1% voor alle fobieën samen. Dierenfobieën of nog specifieker vogelfobie werden niet beschreven bij ouderen.
Nederlands onderzoek vond dat 7,2% van de kinderen tussen 7 en 12 jaar voldeed aan de criteria van een dierfobie. Het ging daarbij vooral om angst voor spinnen en slangen (zowel bij jongens als meisjes) en bij meisjes ook om haaien. Bij de bevraging werden vogels en vleermuizen samengenomen, maar ze kwamen niet voor in de top 10 van meest gevreesde zaken. Ouders van Nederlandse kinderen tussen 4 en 12 jaar gaven aan dat 10% van de kinderen een dierenfobie had (7,3% van de jongens en 12,8% van de meisjes). Bij 1,9% zou het gaan om een vogelfobie (1,2% van de jongens en 2,6% van de meisjes).

## Etiologie
Het overgrote deel van de fobieën ontstaat in de kinderjaren. Onderzoek naar factoren die bijdragen tot het ontstaan ervan levert geen eenduidige resultaten. Meestal worden drie typen leerervaringen vermeld:
- rechtstreekse negatieve ervaringen met het gevreesde ding (klassieke conditionering)
- onrechtstreekse negatieve ervaringen: het zien van negatieve ervaringen van of negatieve reacties door anderen (modeling)
- verbale informatie of instructies.

Onderzoek bij volwassenen met een dierenfobie leerde dat de overgrote meerderheid (68%) geen idee had van hoe het begonnen was. Van de vier personen met een vogelfobie gaf één ervan aan dat het begonnen was na verbale informatie door haar vader: hij zei dat vogels konden neerduiken naar haar en haar te pakken nemen.
Ander onderzoek wijst op een mogelijk sterk aangeboren aanleg voor fobieën, waaronder dierfobieën.

## Behandeling
De aandoening wordt behandeld met systematische desensitisatie, eventueel in combinatie met cognitieve gedragstherapie of relaxatietherapie. Volgens het angstbehandelcentrum IPZO is een behandeling met medicijnen niet effectief.

## Bekende personen met ornithofobie
- De Amerikaanse actrice Lucille Ball leed aan ornithofobie vanaf de leeftijd van drie jaar.